# Praça do Almada
A Praça do Almada é o centro cívico da cidade da Póvoa de Varzim em Portugal, logo localizada no Centro da cidade. Contém a escultura que homenageia o escritor Eça de Queiroz, que ali nasceu.
É considerada pelo município como espaço livre de interesse patrimonial, e parte do centro histórico da Póvoa de Varzim. Em 1791, pela provisão régia de D. Maria I, este antigo Campo da Calçada tornou-se no centro cívico, inicialmente denominado Praça Nova. Foi também o local onde se ergueu o primeiro jardim público da Póvoa de Varzim, popular entre a burguesia do século XIX, função que ainda hoje mantém. Uma lenda fala de uma coruja branca que voa sobre a praça entre as onze e meia da noite e a meia-noite, a qual é associada à encarnação da alma de alguém que muito amou esta praça e que nunca mais a quis deixar.

## História

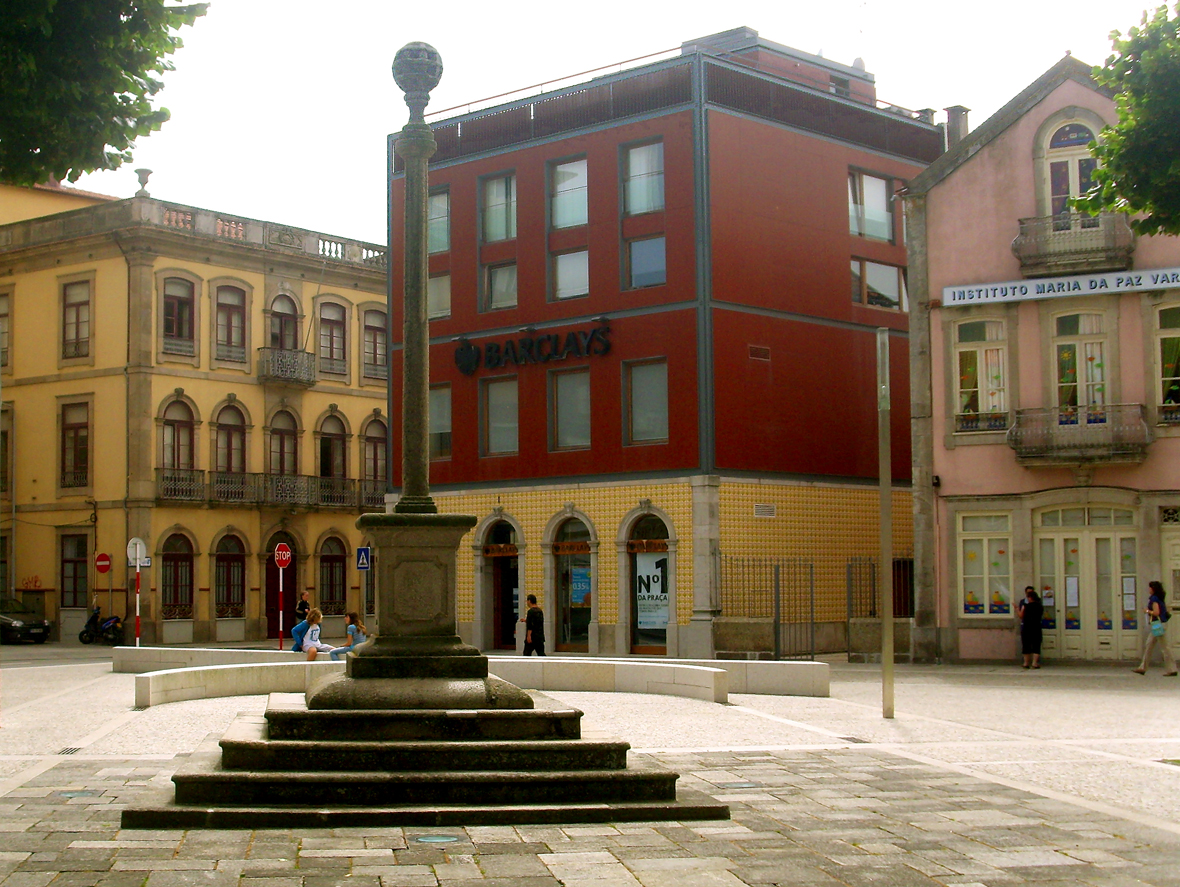
O Pelourinho junto ao antigo Hotel Universal, edifício à esquerda.

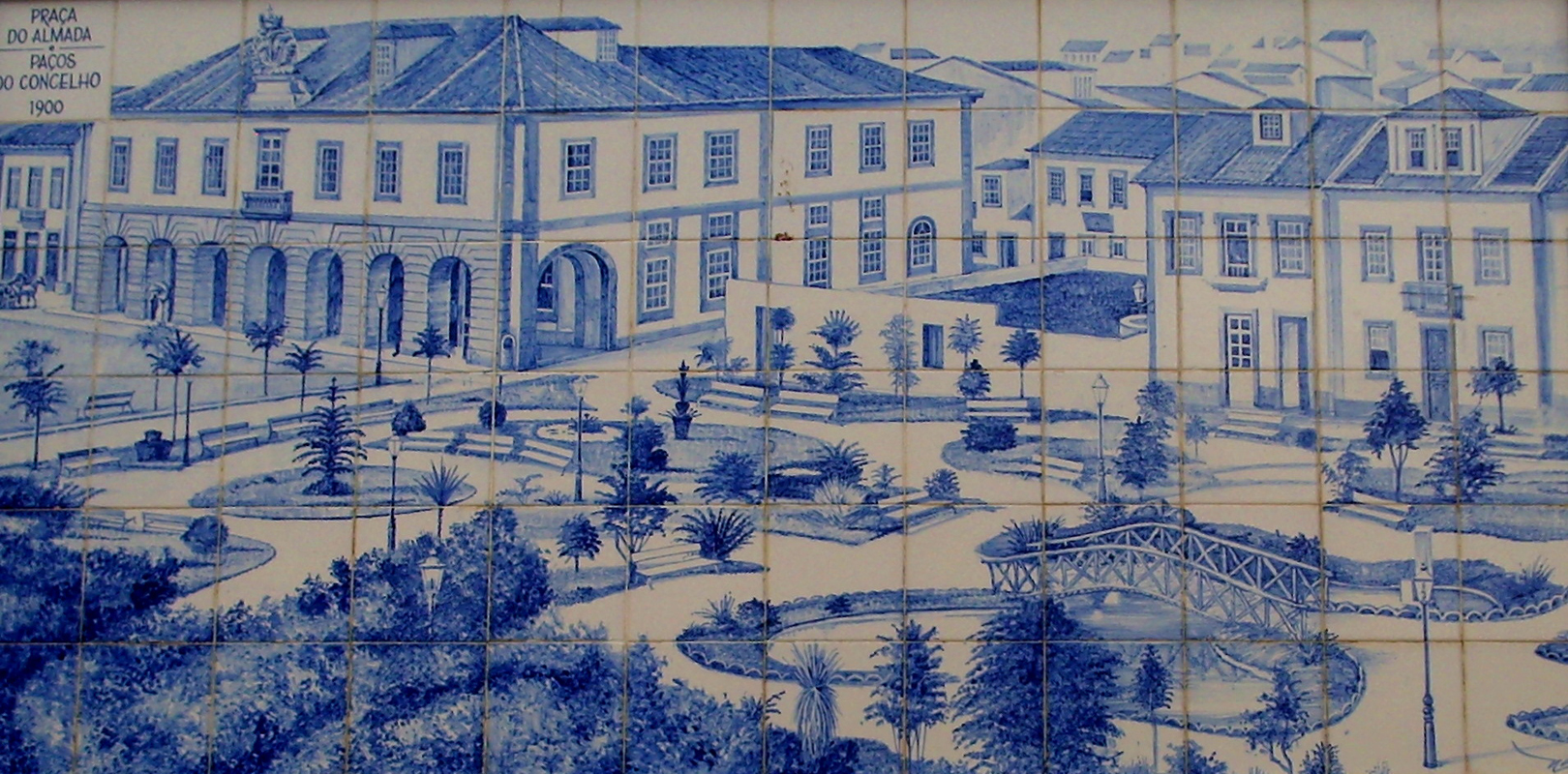
Antigos jardins da Praça do Almada.

A Calçada era uma das saídas do núcleo urbano da Póvoa de Varzim, na época quinhentista centrado em volta da Praça Velha. O topónimo tem origem na designação que se dava, no Norte de Portugal, aos caminhos maiores onde eram calcetados os locais do caminho onde era necessário. A Poente, a Calçada terminava junto ao Pelourinho, que Flávio Gonçalves situa a construção no reinado de D. João III, um período de desenvolvimento local. No Pelourinho iniciou-se o desenvolvimento da Rua dos Ferreiros em 1568.
O desenvolvimento da Póvoa de Varzim como importante comunidade piscatória no século XVIII leva a que seja feita uma provisão régia por D. Maria I expedida pela rainha em 21 de Fevereiro de 1791, encarregando o Corregedor Francisco de Almada e Mendonça (o Almada) de reestruturar a urbanização da Póvoa de Varzim, nomeadamente a criação de uma praça nova no antigo Largo da Feira, substituindo a diminuída Praça Velha como centro cívico. Era um espaço talhado e delimitado a norte da Calçada.
A provisão régia ao corregedor Almada, ordenava "Que no Campo da Calssada se construa huma Praça ampla para os mercados e outros logradouros da Povoação e que nella se construão as obras com cazas alpendoradas, Arvores, e hum chafariz nomeyo tudo na conformidade da Planta designada pello dito Tenente Coronel". Esse Tenente Coronel era Reinaldo Oudinot.
As obras começaram no ano de 1793 e, em pouco tempo, tornou-se no novo centro económico da Póvoa de Varzim, para onde foram transferidos os mercados e feiras. Para tal, em 1800 decidiu-se: "senão possa comprar nem vender lenha nem outro qualquer genero de viveres sem que seja na Prassa Nova desta Villa aonde devem todos ser postos a venda para ahi serem comprados por quem quiser."
A função de encontro e lúdica da praça é favorecida com o levantamento das arcarias do novo edifício da Câmara, funcionando como resguardo. O novo edifício da câmara, que é ocupado em 1807, torna assim a Praça Nova no centro político da urbe.
A praça veio também a ligar o Bairro da Matriz, centro histórico, às ruas do bairro piscatório da Junqueira, que no século XVIII era a mais populosa rua piscatória. A então praça Nova veio mais tarde a denominar-se Praça do Almada, em honra ao corregedor, por ter sido um dos principais impulsionadores da concretização da Provisão Régia de D. Maria I.
A Praça do Almada teve também o propósito de ser um jardim público, na moda no século XIX, para ser frequentado pela alta burguesia. Uma praça (de mercado) foi ali construída em Maio de 1873, com o seu elegante chafariz de ferro fundido. Considerava-se que o mercado diário retirava dignidade ao centro cívico e uma nova praça (de mercado) foi inaugurada na Praça do Marquês de Pombal em 1904, e o chafariz transferido para o Largo das Dores, hoje no Jardim na rua Senhor do Monte.
Em 1896 surge o primeiro esforço para a edificação de um coreto. Seria uma estrutura efémera, dado que foi construído um coreto Arte Nova, em ferro, no mesmo local em 1904. Este coreto foi inaugurado em 1905 com uma actuação da Banda Povoense. O palco tornou-se um pólo dinamizador não só de concertos, mas também de reuniões e discussões.
No número 1 da Praça do Almada nasceu Eça de Queirós, um dos mais destacados escritores em língua portuguesa, o mais importante escritor realista português.

## Morfologia urbana

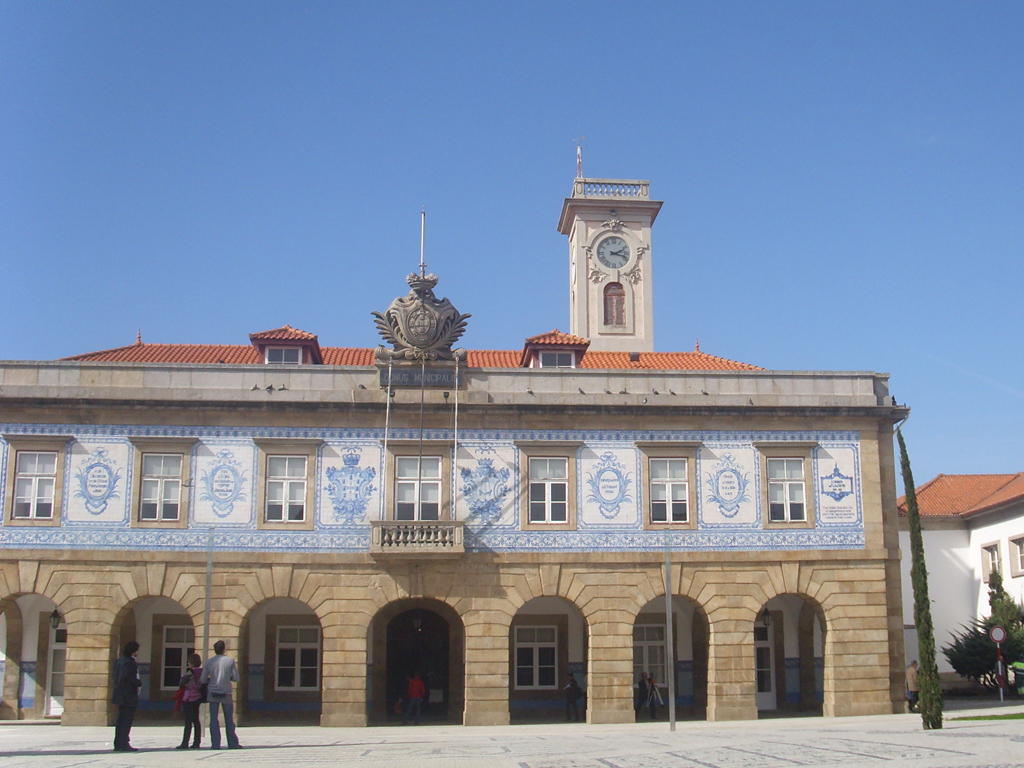
A Câmara Municipal com a arcada de 1790-1791 do Eng.º francês Reinaldo Oudinot.

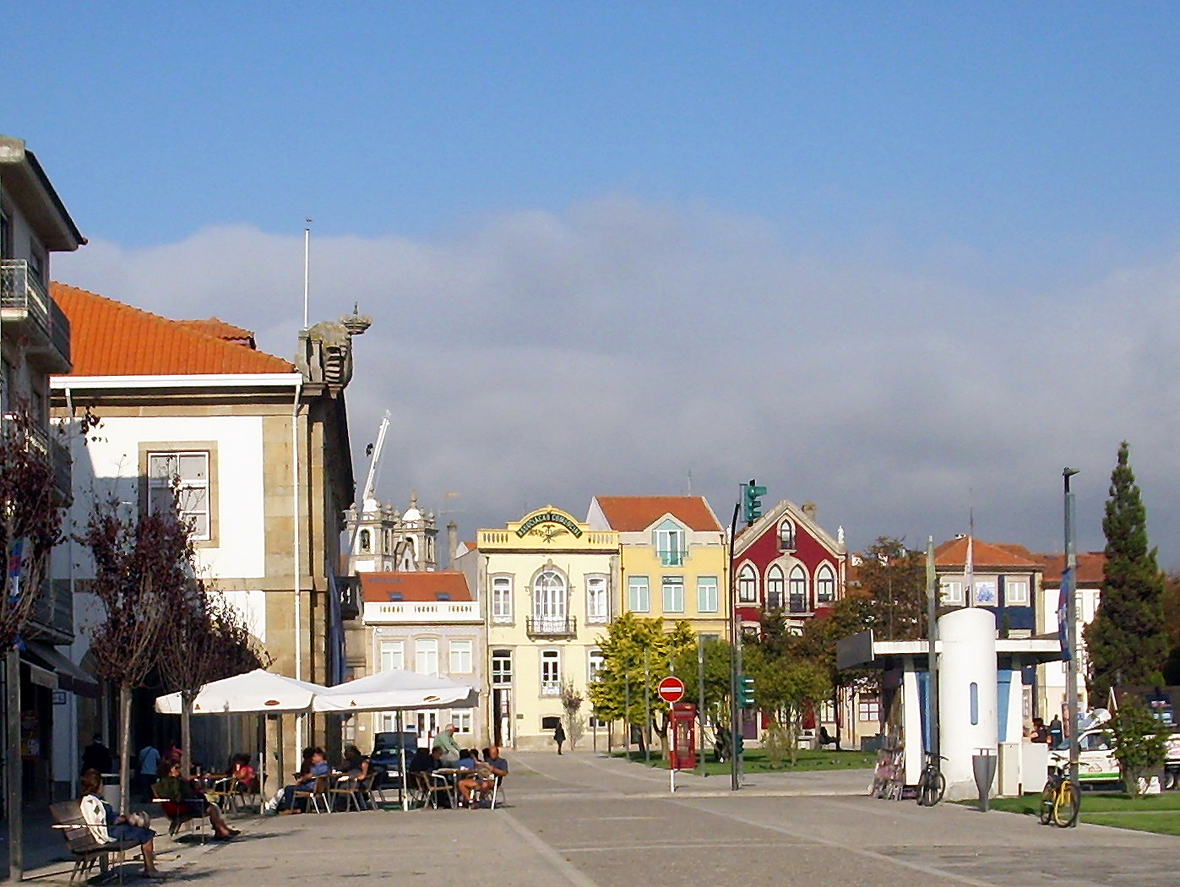
Praça do Almada com a Igreja Matriz ao fundo.

A praça é ajardinada e de forma oval, cortada pela Estrada Nacional 13, e ladeada por edifícios de traça tradicional. O edifício da Câmara Municipal (1791), localizado na parte norte, domina a praça e é de feição neoclássica ao gosto da feitoria inglesa do Porto, visível na arcaria de silharia no andar térreo, com azulejaria, ao gosto português, adicionada em 1908-10 por Rocha Peixoto, da autoria do pintor belga Joseph Bialman. No meio da praça, a poente, o pelourinho manuelino da Póvoa de Varzim, erigido em 1514, é monumento nacional e representa a emancipação municipal da Póvoa de Varzim. Em frente e na outra parte da praça, situa-se a Estátua a Eça de Queirós, erigida em 1952, é da autoria do Mestre Leopoldo de Almeida. O monumento foi oferecido pela colónia poveira do Rio de Janeiro, devido ao nascimento do destacado escritor naquela praça.
Ainda na parte poente, junto ao pelourinho, encontra-se o coreto histórico da Praça do Almada, romântico, ao gosto da antiga burguesia poveira para seus tempos de lazer. Com planta hexagonal, o coreto é um exemplar da arquitectura do ferro, com uma influência oriental muito marcada, ainda que estilizada e geométrica.
Em frente à câmara municipal, a calçada possuiu desenhos com o brasão da cidade e algumas siglas poveiras, considerados de interesse cultural e mantidos mesmo após a mais recente requalificação (2007).
A Praça do Almada é um ponto de ligação a várias partes da cidade. Através da rua de Sousa Campos, antiga rua do Pelourinho, que através da rua da Junqueira, liga a Praça do Almada às praias. Através da rua de Paulo Barreto / rua Gomes de Amorim, a praça liga-se à zona norte da cidade, de grande densidade urbanística. Pelo Largo Eça de Queirós, a praça tem ligação directa com o Bairro da Matriz e pela Rua dos Ferreiros, estrada quinhentista que liga a Praça do Almada ao bairro piscatório, e que até ao século XIX era a estrada que ligava a Póvoa a Vila do Conde e ao Porto.

### Património

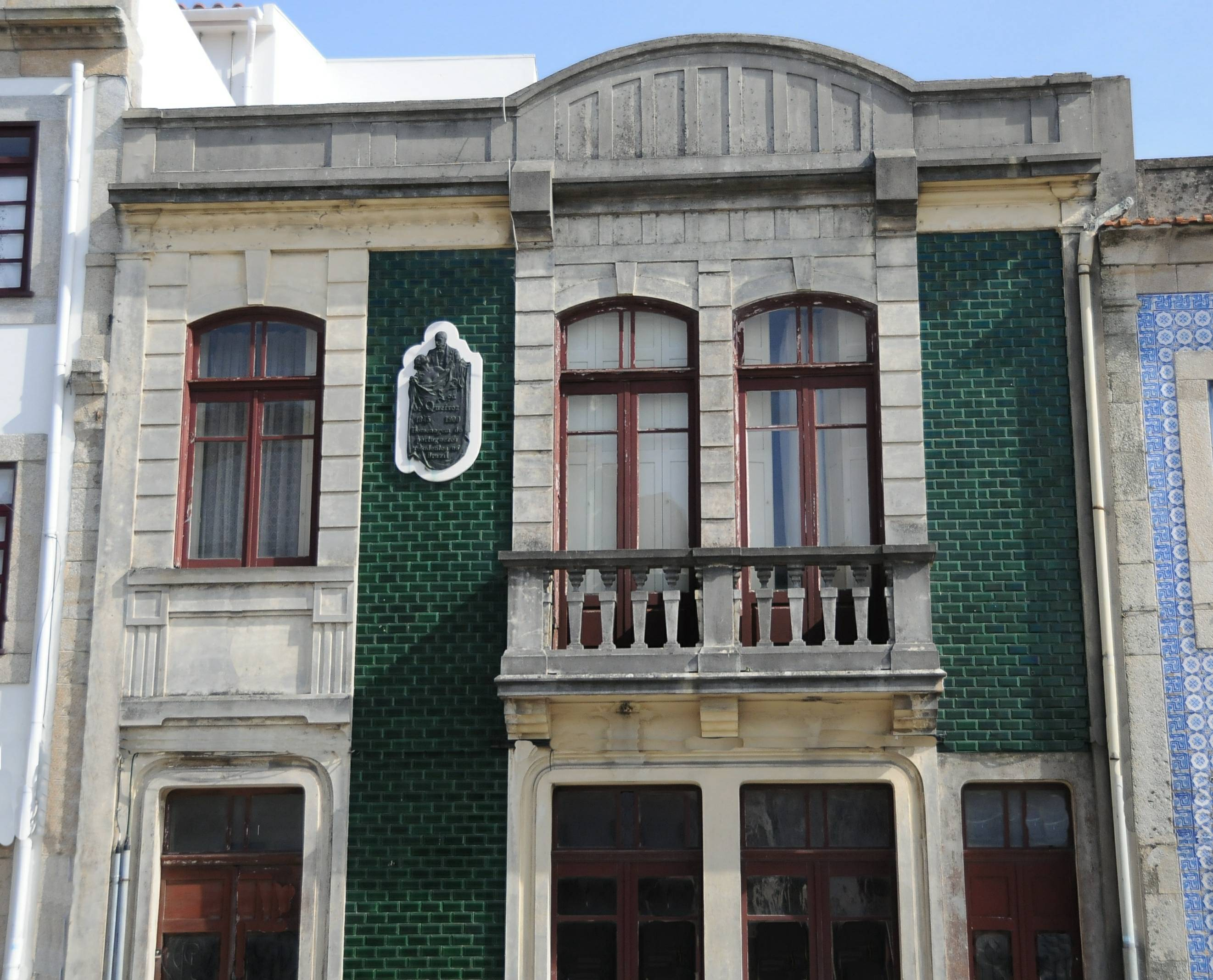
Casa onde nasceu Eça de Queiroz

- Praça do Almada (espaço livre com interesse patrimonial)
- Pelourinho da Póvoa de Varzim
- Coreto da Praça do Almada
- Paços do Concelho
- Antigo Hotel Universal (rua Sousa Campos)
- Casa de Eça de Queiroz
- Fontanário de São Sebastião (Largo de Eça de Queiroz)
- Cruzeiro Verde (Largo de Eça de Queiroz)